# Служба победи Пољске
Служба победи Пољске или Служба Пољској победи (пољ. Służba Zwycięstwu Polski, скраћено SZP) је пољска оружана организација настала за време Другог светског рата. Служба победи Пољске је основана 27. септембра 1939. године на заповест предводника одбране Варшаве генерала Јулијуша Ромела (Juliusz Rómmel). Вођа удружења је постао генерал Михал Карашевич-Токажевски (Michał Karaszewicz-Tokarzewski). Циљеви ове организације су били: борба за ослобађање Пољске у предратним границама, обнова и реорганизација пољске армије као и тренутно сазивање центара власти. Служба победи Пољске је у децембру 1939. замењена другим удружењем које је носило назив Савез оружане борбе (Związek Walki Zbrojnej или скраћено ZWZ). Служба победи Пољске је била прво оружано удружење Пољског покрета отпора ("Пољске подземне државе").